# Râul Ikopa
Râul Ikopa este a doua cea mai lungă cale navigabilă din Madagascar și trece prin capitală, Antananarivo. Este cel mai mare curs de apă, afluent al râului Betsiboka. Este format din din râurile Varahina-Nord și Râul Varahina-Sud.
Izvorul său, numit Varahina, se găsește în sub-prefectura Andramasina la o altitudine de 1810 metri.